# Prestahnúkur
Prestahnúkur także Prestahnjúkur  – subglacjalny system wulkaniczny na południowo-wschodnim krańcu lodowca Langjökull w zachodnio-środkowej Islandii. Ostatnia erupcja miała miejsce ok. 900 roku n.e.

## Opis
Prestahnúkur leży w zachodnio-środkowej Islandii na południowo-wschodnim krańcu lodowca Langjökull. System jest częściowo pokryty lodem o grubości do 300 m. Stanowi część Zachodniej Strefy Wulkanicznej. Ma ok. 90 km długości i 10–15 km szerokości. Składa się z wulkanu centralnego naznaczonego aktywnością ryolitową i geotermalną oraz licznych szczelin. Wulkan wznosi się na wysokość 1385 m n.p.m. Na południowym krańcu systemu, między lodowcem Þórisjökull a jeziorem Þingvallavatn, znajduje się wygasły wulkan tarczowy Skjaldbreiður.
Ostatnia erupcja miała miejsce około 900 roku n.e. Podczas erupcji dochodziło do wylewów lawy o objętości 5 km³. 